# Odontolabis eremicola
Odontolabis eremicola is een keversoort uit de familie vliegende herten (Lucanidae). De wetenschappelijke naam van de soort is voor het eerst geldig gepubliceerd in 1905 door Mollenkamp.